# Joe Lancaster (cầu thủ bóng đá)
Joseph Gerald Lancaster (sinh ngày 28 tháng 4 năm 1926) là một cựu cầu thủ bóng đá người Anh thi đấu ở vị trí thủ môn, thi đấu cho Manchester United và Accrington Stanley ở Football League cuối thập niên 1940, đầu thập niên 1950. Ông sinh ra ở Stockport. Vào tháng 11 năm 2016, ông được chú ý khi là cựu cầu thủ của Manchester United còn sống cao tuổi nhất.